# Graphitwerk
Graphitwerk ist ein Weiler in der Marktgemeinde Kottes-Purk im Bezirk Zwettl in Niederösterreich
Er befindet sich nördlich von Kottes und Leopolds an der Landesstraße L7169, Voitsau befindet sich in südöstlicher Richtung, 2025 existierten hier 3 Wohnadressen (Voitsau 31, Voitsau 31a, Voitsau 31b).

## Geschichte
Die Siedlung entstand nach 1850 auf den Gründen der Katastralgemeinde Voitsau als hier mit dem Abbau von Graphitvorkommen durch die Gewerkschaft Rudolfsthal begonnen wurde. 1858 wurde der Abbau wieder eingestellt und 1879 erneut aufgenommen, 1907 wurde die Abbaugenehmigung aber wieder gelöscht. Nach 1920 und 1960 kam es noch zu weiteren Abbauversuchen, 1963 wurden diese aber endgültig eingestellt.
1890 wurde es erstmals als Teil von Voitsau als Graphitwerk Rudolfsthal genannt, zwischen 1957 und 1977 bzw. seit 1998 ist der Ort dann offizieller Teil der Gemeinde.
Im Zuge der Niederösterreichischen Kommunalstrukturverbesserung wurde der Ort durch die Auflösung der Gemeinde Voitsau am 1. Januar 1967 ein Teil der Gemeinde Kottes-Purk.